# Palatinato-Sulzbach
Il Palatinato-Sulzbach fu uno stato del Sacro Romano Impero, derivato dal Ducato del Palatinato-Neuburg, retto dalla famiglia dei Wittelsbach di Baviera. Le sue terre si estendevano nell'Alto Palatinato e la sua capitale era identificata nella città di Sulzbach; acquisì in seguito anche i territori di Pleystein (dal 1764), e di Hälfte am Gemeinschaftsamt Parkstein-Weiden (dal 1714), oltre Floß e Vohenstrauß.

## Storia

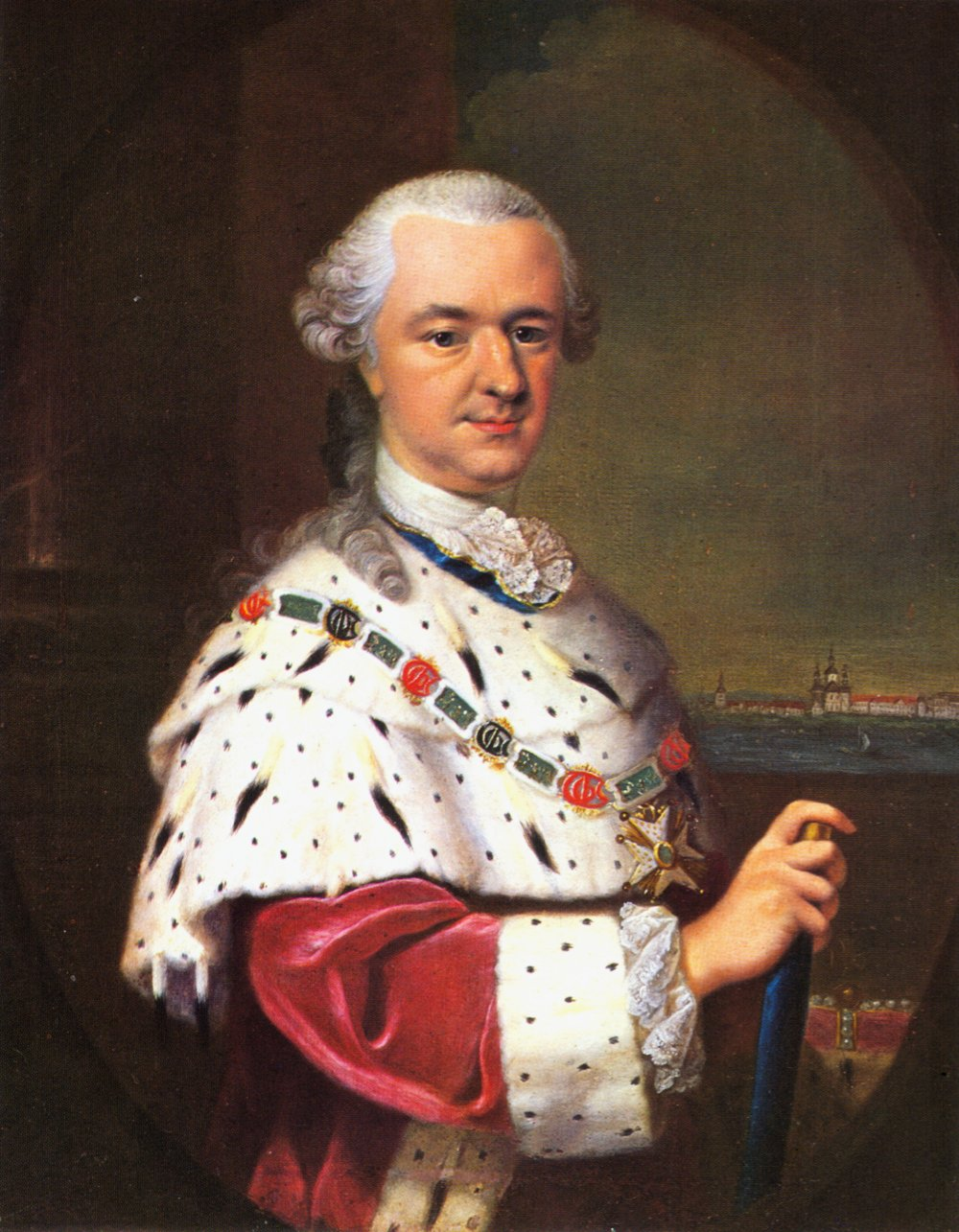
Ritratto di Carlo Teodoro del Palatinato-Sulzbach

Dopo la reggenza dei Conti di Sulzbach, tra XI e XII secolo, dal 1305 il territorio passò tra i domini dei Wittelsbach palatini. Nel 1505 venne compreso nel Palatinato-Neuburg. Il Conte Palatino Ottone Enrico del Palatinato-Neuburg ottenne la suddivisione dei territori con un contratto firmato a Heidelberg nel 1557 con Volfango del Palatinato-Zweibrücken secondo il quale quest'ultimo cedeva i territori suddetti come appannaggio a Ottone Enrico, cedendogli nel 1582 anche il castello di Sulzbach come residenza ufficiale.
Nel 1604, alla morte di Ottone Enrico, però, il Ducato passò al maggiore dei figli di Wolfgang, Filippo Luigi, con la conseguente annessione con il Ducato del Palatinato-Neuburg.
Alla morte di questi, nel 1614 il Ducato tornò nuovamente come appannaggio dei Sulzbach, con il figlio di Luigi Filippo, Augusto come reggente. Suo figlio Cristiano Augusto ottenne anche i domini dei Neuburg e dal 1656 divenne. Membro di questa famiglia fu anche Carlo Teodoro che divenne in seguito Elettore e poi Duca dell'intera Baviera, unendo anche i territori del Palatinato-Zweibrücken.
Il Ducato del Palatinato-Sulzbach terminò definitivamente la propria esistenza come entità autonoma nel 1808 e venne compreso nei domini del Regno di Baviera.

## Duchi e Conti Palatini del Palatinato-Sulzbach
- 1569–1604 Ottone Enrico
- 1604–1614 Filippo Luigi di Neuburg
- 1614–1632 Augusto
- 1632–1708 Cristiano Augusto (dal 1656 reggente anche del Palatinato-Neuburg)
- 1708–1732 Teodoro Eustachio
- 1732–1733 Giovanni Cristiano Giuseppe
- 1733–1799 Carlo Teodoro, reggente del Palatinato (come Carlo IV) e di Baviera (come Carlo II)
- 1799–1808 Massimiliano Giuseppe, anche Duca del Palatinato e di Baviera (come Massimiliano IV)